# ブルックベルク (ミッテルフランケン)
ブルックベルク (ドイツ語: Bruckberg) は、ドイツ連邦共和国バイエルン州ミッテルフランケンのアンスバッハ郡に属す町村（以下、本項では便宜上「町」と記述する）で、ヴァイエンツェル行政共同体を形成する自治体の一つである。

## 地理

### 自治体の構成
この町は、公式には5つの地区 (Ort) からなる。このうち小集落や孤立農場などを除く集落を以下に列記する。
- ブルックベルク
- ヴステンドルフ

### 隣接する市町村
- ハイルスブロン
- ディーテンホーフェン
- ヴァイエンツェル
- ペータースアウラハ

## 歴史
ブルックベルクが初めて文献上で言及されるのは1253年である。この村は1792年にプロイセン王国に併合されたアンスバッハ侯領に属した。ブルックベルクは、この侯領の一部として、パリ条約 (1806年)によってバイエルン王国に交換された。バイエルン王国の行政改革の時代、1818年の自治体令によって、現在の自治体ができあがった。

## 行政

### 議会
ブルックベルクの議会は12議席で、これに首長が参加する。
（2002年3月3日の選挙による）

### 紋章
図柄: 紋章の上部は銀と黒の市松模様に四分割。その下は青地で5つの赤い花をつけた銀色のバラの木が描かれている。

## 経済と社会資本
ブルックベルクには、ノイエンデッテルザウ奉仕団の精神障害者治療施設およびその居住施設がある。この地域ではよく知られたビール醸造所ドルンブロイもこの村にある。ブルックベルクはロマンティック・フランケン観光連盟に属している。

### 交通
ブルックベルクは、アウトバーンA6号線の近くに位置している。（インターチェンジ54 ノイエンデッテルザウを利用）

## ギャラリー

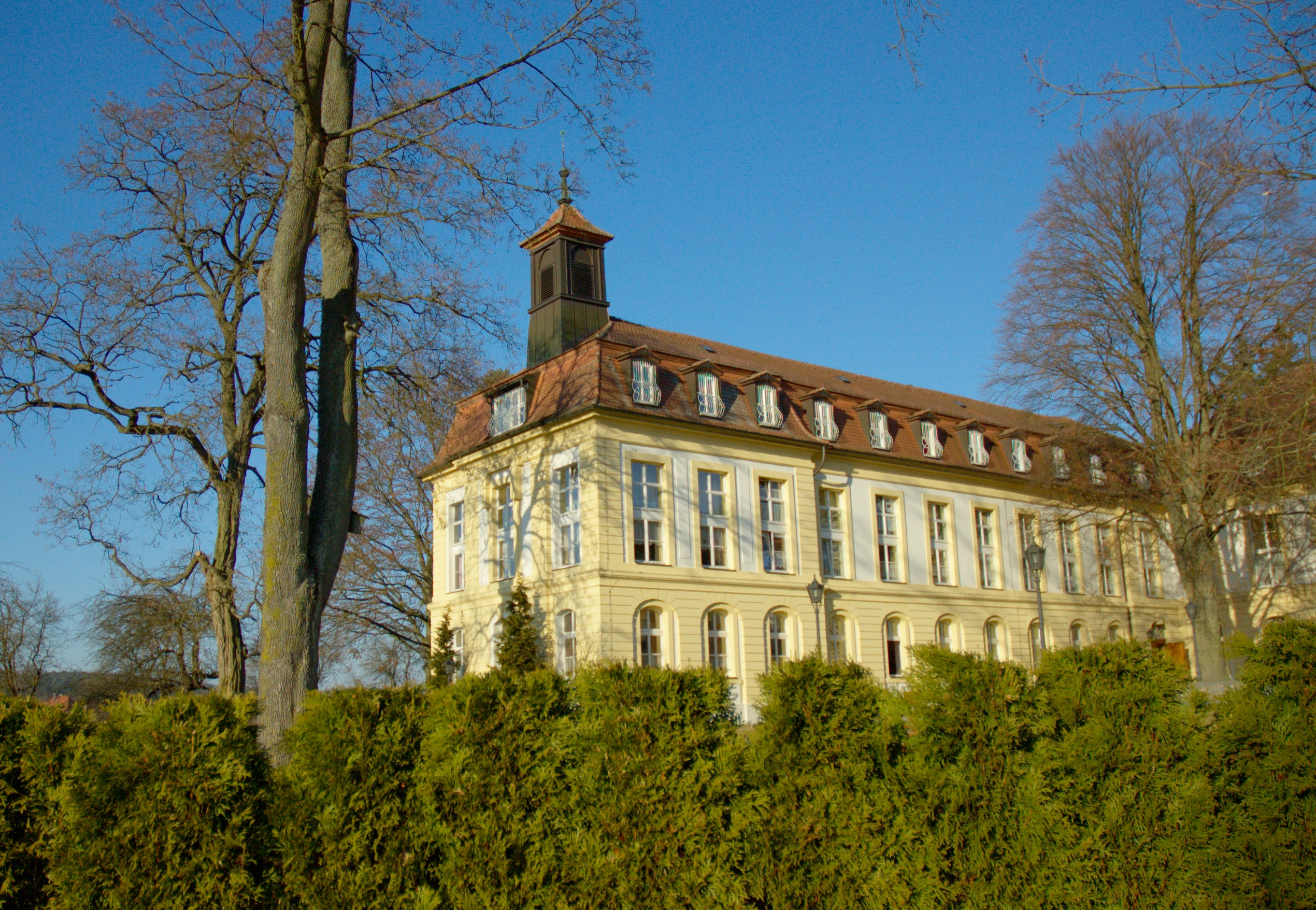
ブルックベルガー城
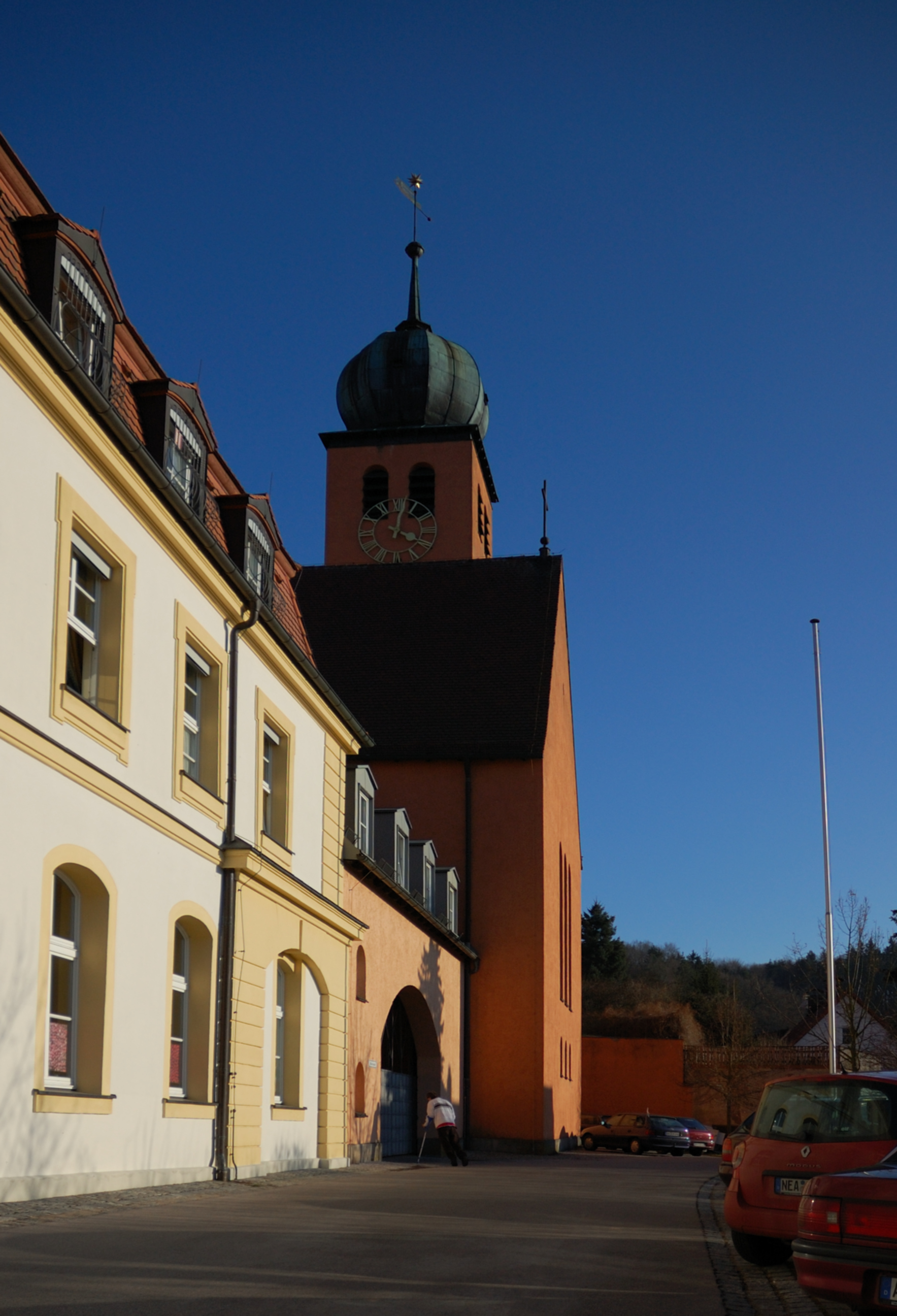
ブルックベルクの教会
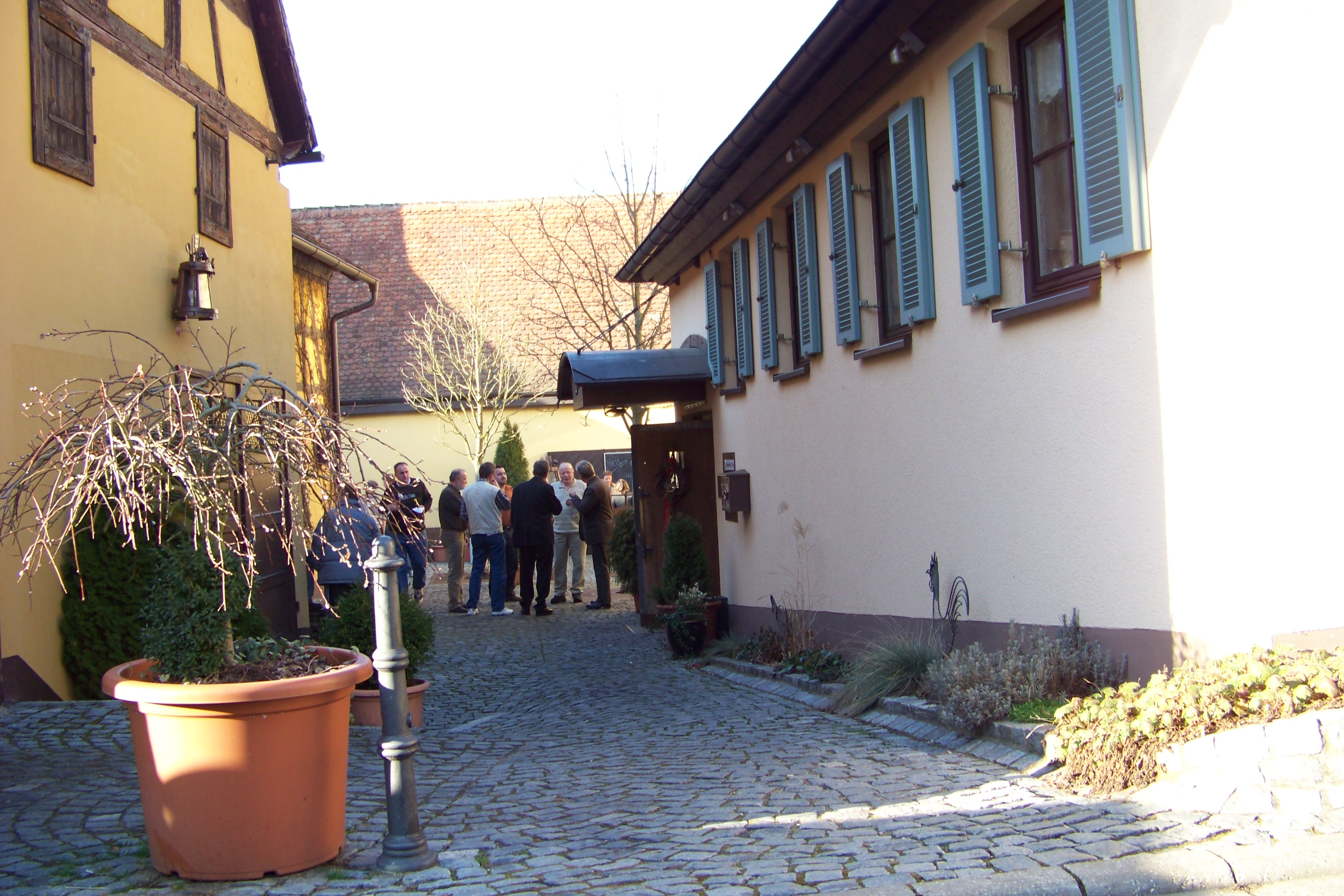
ビール蒸留所レストラン「ディーツ」
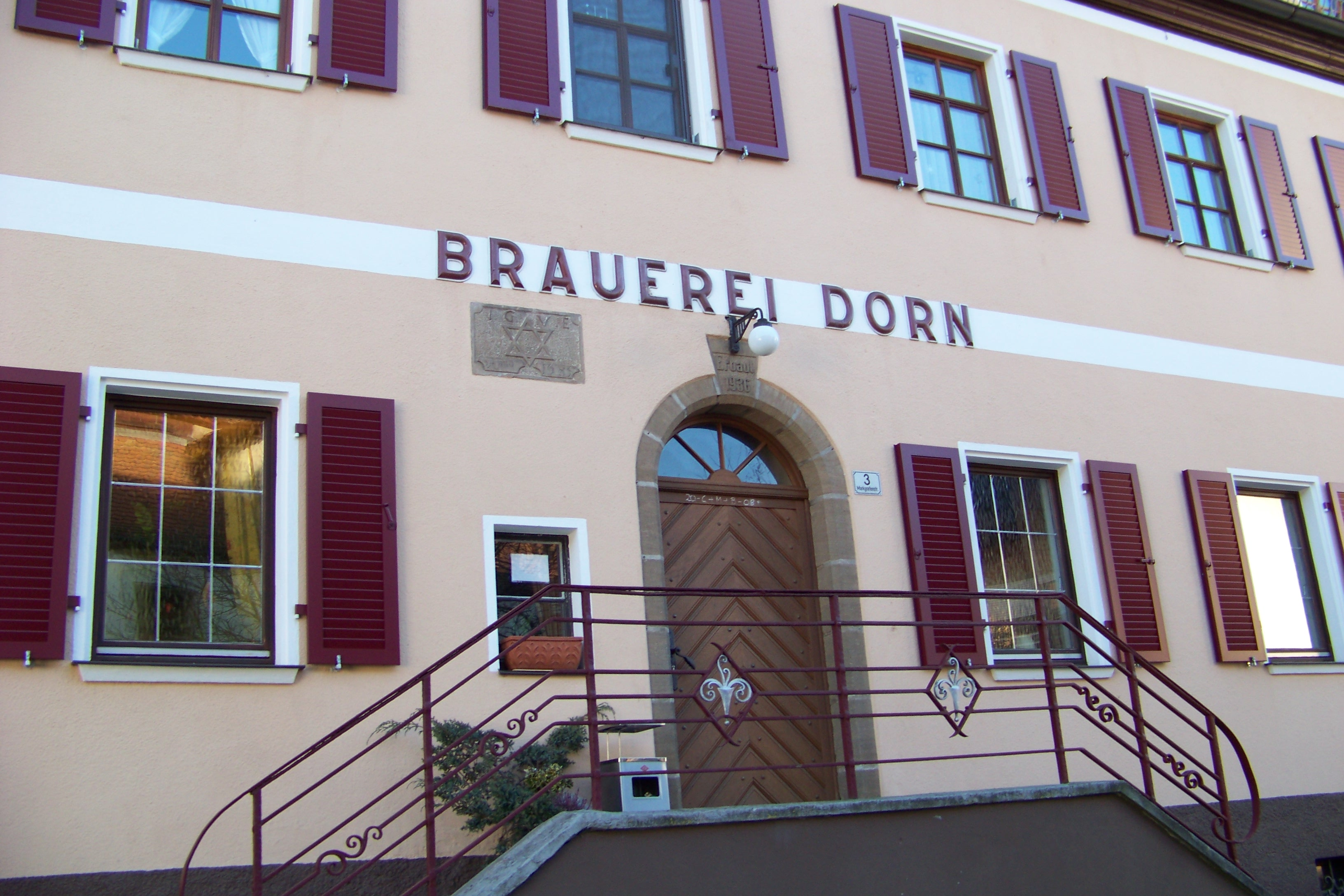
ビール蒸留所レストラン「ドルン」

## 引用
1. ↑  https://www.statistikdaten.bayern.de/genesis/online?operation=result&code=12411-003r&leerzeilen=false&language=de Genesis-Online-Datenbank des Bayerischen Landesamtes für Statistik Tabelle 12411-003r Fortschreibung des Bevölkerungsstandes: Gemeinden, Stichtag (Einwohnerzahlen auf Grundlage des Zensus 2011)
2. ↑  Bayerische Landesbibliothek Online